# John Shipley Rowlinson

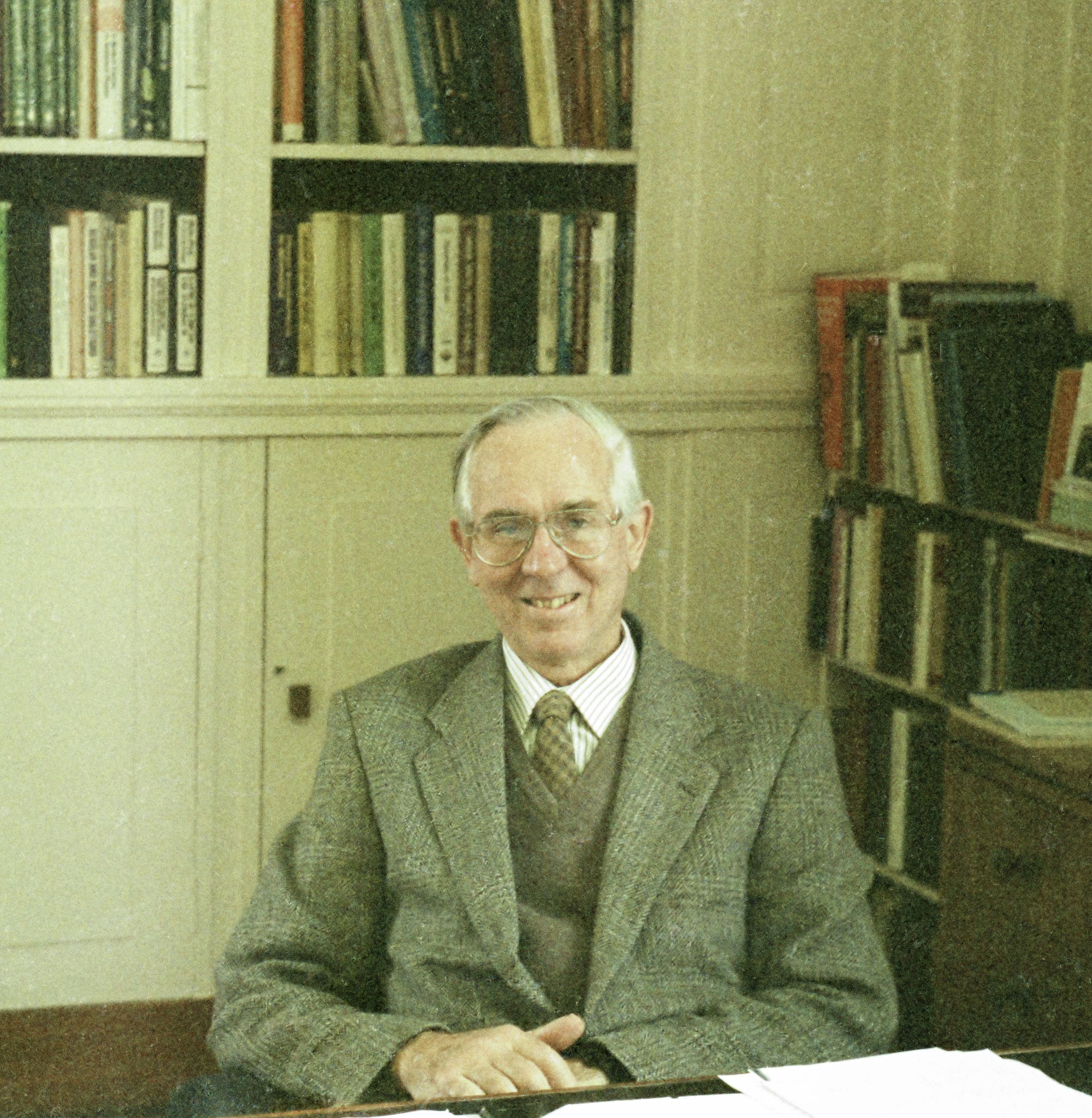
John Shipley Rowlinson

Sir John Shipley Rowlinson (* 12. Mai 1926 in Handforth bei Manchester; † 15. August 2018) war ein britischer Chemiker und Wissenschaftshistoriker.

## Leben und Wirken
Rowlinson besuchte die Rossall School in Fleetwood. Am Trinity College der University of Oxford erwarb er einen Bachelor in Chemie (B.A. 1947, B.Sc. 1948). Bei J. D. Lambert promovierte er mit einer Arbeit zum Energietransfer zwischen gasförmigen Molekülen während Ultraschallverneblung. Als Postdoktorand arbeitete er am Naval Research Laboratory an der University of Wisconsin, bevor er als Forschungsassistent an die University of Manchester ging, wo er später als Dozent arbeitete (1954 Lecturer, 1957 Senior Lecturer).
1961 erhielt Rowlinson eine Professur für Chemische Technologie am Imperial College London. 1974 wechselte er als Professor für Chemie an die University of Oxford. 1976 gehörte Rowlins zu den Gründungsmitgliedern der Royal Academy of Engineering. Rowlinson leistete wichtige Beiträge zur Thermodynamik, insbesondere zum Verständnis der physikalischen Chemie von Gas-Flüssigkeits-Kontakten und -Oberflächen (Oberflächenchemie).
1993 ging Rowlinson in den Ruhestand, blieb aber noch als Fellow am Exeter College der Universität Oxford. Nach seiner Emeritierung befasste er sich vermehrt mit Wissenschaftsgeschichte, insbesondere zu Johannes Diderik van der Waals und zwischenmolekularen Kräften. Von 1994 bis 1999 war Rowlinson als Physical Sciences Secretary Mitglied der Leitung der Royal Society.

## Auszeichnungen (Auswahl)
- 1970 Mitglied der Royal Society[4]
- 1977 Liversidge Award der Royal Society of Chemistry
- 1983 Faraday-Vorlesung und -Preis[5]
- 1993 Leverhulme-Medaille[6]
- 1994 Auswärtiges Mitglied der American Academy of Arts and Sciences[7]
- 2000 Knight Bachelor[8]

## Schriften (Auswahl)
- Liquids and Liquid Mixtures. (1959, 2. Auflage 1969, 3. Auflage 1982)
- The Perfect Gas. (1963)
- The Physics of Simple Liquids. (1968) Mit H.N.V. Temperley und G.S. Rushbrooke.
- Thermodynamics for Chemical Engineers. (1975) Mit K.E. Bett und G. Saville.
- Molecular Theory of Capillarity. (1982, Nachdruck 2003) Mit B. Widom.
- J.D. van der Waals: On the Continuity of the Gaseous and Liquid States. (1988)
- Van der Waals and Molecular Science. (1996) Mit A. Ya. Kipnis und B.E Yavelov.
- Cohesion: A Scientific History of Intermolecular Forces. (2002)